# Tolu Latu
Silalotu Latu (Nukualofa, 23 de febrero de 1993) es un jugador australiano de rugby nacido en Tonga, que se desempeña como hooker y juega en el Montpellier Hérault Rugby del Top 14. Es internacional con los Wallabies desde 2016.

## Carrera
En el National Rugby Championship Latu juega para los NSW Country Eagles desde 2016.
En mayo de 2019 Latu fue detenido por manejar alcoholizado, debido a que no informó del suceso a los Waratahs y a la Australian Rugby Union, fue suspendido de la franquicia y del seleccionado.

## Selección nacional
Jugó con los Junior Wallabies dos años y participó del Campeonato Mundial de Rugby Juvenil en las ediciones de Italia 2012 y Francia 2013.
Michael Cheika lo convocó a los Wallabies para disputar los test matches de fin de año 2016 y debutó contra los Dragones rojos. Latu le ganó el puesto al veterano Tatafu Polota-Nau y es titular, lleva 12 partidos jugados y ningún try marcado.

## Palmarés
- Campeón del Super Rugby de 2014.